# Le Mesnil-Herman
Le Mesnil-Herman er en kommune i departementet Manche i Normandie-regionen i det nordvestlige Frankrig.